# Sawakaze
Il Sawakaze (沢風? lett. "Vento della palude/della pianura") è stato un cacciatorpediniere della Marina imperiale giapponese, prima unità appartenente alla classe Minekaze. Fu varato nel gennaio 1919 dal cantiere navale di Nagasaki.
Servì in prima linea nel corso degli anni venti e dei primi anni trenta, prima di essere posto in riserva a Yokosuka. Convertito nel 1941 in nave recupero per aerei, durante la guerra in Estremo Oriente non partecipò ad alcun combattimento: rimase infatti nelle acque metropolitane dell'Impero giapponese, occupato a scortare convogli o a pattugliare tratti di mare contro la crescente minaccia dei sommergibili statunitensi. Fu modificato un paio di volte, aggiungendo verso la fine del conflitto un massiccio lanciarazzi da 150 mm a prua che, in teoria, doveva servire a distruggere i battelli avversari. Nel maggio 1945 divenne nave bersaglio per il corpo dei kamikaze, in rapida crescita, e al termine delle ostilità fu catturato intatto dagli Stati Uniti. Fu demolito nel 1948.

## Servizio operativo

### Costruzione
Il cacciatorpediniere Sawakaze fu ordinato nell'anno fiscale edito dal governo nipponico nel 1917. La sua chiglia fu impostata nel cantiere navale di Nagasaki, gestito dalla Mitsubishi, il 7 gennaio 1918 e il varo avvenne il 7 gennaio 1919; fu completato il 6 marzo 1920 (per un'altra fonte il 16 marzo 1920).

### Seconda guerra mondiale
In un momento imprecisato del 1941 il Sawakaze, già di diversi anni rimosso dal servizio in prima linea e operante sotto la giurisdizione del 1º Distretto navale (Yokosuka), fu convertito in nave recupero aerei mediante la rimozione di quasi tutto l'armamento pesante di cui disponeva, allo scopo di assistere le portaerei più vecchie nell'addestramento dei nuovi equipaggi dei gruppi imbarcati. Il 1º settembre 1941, al comando del capitano di corvetta Shirō Ono, fu pertanto assegnato alla base aerea di Tateyama, gerarchicamente sottoposta al Distretto di Yokosuka. Qui il Sawakaze rimase per svariati mesi, poi dal 4 marzo 1942 fu impegnato in regolari pattugliamenti antisommergibile al largo della baia di Tokyo. Passato agli ordini del capitano di corvetta Junnari Kamiura, si fermò l'8 novembre a Yokosuka per revisione e modifiche e fu trasferito al comando del pari grado Tadaomi Murakami la settimana successiva. Il 13 dicembre poté salpare di scorta a un convoglio in rotta per Muroran, nell'Hokkaidō meridionale; tornò a Yokosuka il 21 e subito iniziò un regolare servizio di pattugliamento antisommergibile delle acque di Tokyo. In un momento imprecisato tra fine 1942 e inizio 1943 navigò sino a Paramushiro nelle isole Curili e il 29 gennaio partì alla volta di Attu, accompagnando un mercantile carico di rifornimenti per la guarnigione. Il 15 marzo passò al comando del capitano di corvetta Kōkichi Mori, che lo condusse nell'arsenale di Yokosuka: qui rimase dal 20 marzo a fine maggio per un approfondito raddobbo. Nel corso del processo fu rimosso il sistema di sminamento, rimpiazzato con quattro lanciatori di bombe di profondità (trentasei ordigni), e furono aggiunti cinque installazioni binate di cannoni contraerei Type 96 da 25 mm L/60.
Il 3 giugno, tornato in efficienza, il Sawakaze scortò un convoglio a Kōbe; il 20 il comandante Mori fu rimpiazzato dal capitano di corvetta Kanehumi Ninokata e il 19 luglio il cacciatorpediniere difese un altro convoglio sulla rotta per Muroran, tornando poi a Yokosuka. Il 9 settembre salpò urgentemente e prestò assistenza a un trasporto silurato al largo della base. Dal 15 ottobre al comando del capitano di corvetta Masazō Sakawa, il Sawakaze continuò a ricoprire compiti di scorta e vigilanza nella zona della capitale sino al 16 dicembre, quando fu ormeggiato nell'arsenale di Yokosuka per un altro ciclo di riparazioni e controlli. Tornò in servizio il 13 gennaio 1944 e fu assegnato alla protezione del traffico navale in entrata e uscita dalla baia di Tokyo; l'11 febbraio fu però ridestinato a pattugliare le acque della penisola di Kii e a difendere le unità che transitavano vicino alle sue coste: tale incarico durò praticamente per quasi tutto il 1944 e, in questo lungo periodo, il Sawakaze passò agli ordini del capitano di corvetta Takao Shimoda (25 agosto). Il 18 dicembre il cacciatorpediniere fece il suo ingresso nella rada di Yokosuka e qui si ormeggiò, poiché era stato ridestinato come unità d'addestramento alla Scuola di lotta antisommergibile; dal 4 febbraio al 18 marzo 1945, tuttavia, rimase a Yokohama per una serie di modifiche e revisioni: durante i lavori fu eliminato l'ultimo apparato lanciasiluri e il superstite cannone prodiero da 120 mm fu scambiato con un lanciarazzi sperimentale da 150 mm a nove canne, inteso a contrastare i sommergibili avversari. Infine sulle alberature fu montato un radar Type 22 e la potenza delle caldaie fu moderata, abbassando la velocità a 16 nodi.
Servì ancora alla scuola per qualche tempo, prima di essere riassegnato come nave bersaglio al 1º Corpo aereo kamikaze (5 maggio). La fine del conflitto, il 15 agosto 1945, lo trovò ancora a Yokosuka in tale mansione. Il Sawakaze fu depennata dai registri della Marina imperiale il 15 settembre e, quindi, consegnato alle autorità d'occupazione statunitensi che provvidero a rimuovere ogni arma e attrezzatura militare.

### Destino finale
Il Sawakaze non fu riadattato per partecipare alla colossale opera di rimpatrio di militari e civili giapponesi, sparpagliati in Asia orientale, dato che le sue condizioni furono giudicate non buone. Le potenze vincitrici decisero il destino del naviglio giapponese catturato nel corso di quattro incontri al quartier generale dello SCAP: durante la prima riunione, del 28 giugno 1947, furono escluse alcune unità ritenute malconce o troppo obsolete e il Sawakaze, inclusovi, non fu ceduto a nessuno dei partecipanti. Non ebbe alcun uso particolare nei successivi due anni e, nel 1948, fu avviato alla demolizione in Giappone.